# آناتولی پاپیان
آناتولی قازاروسی پاپیان (ارمنی: Անատոլի Ղազարոսի Պապյան؛ زاده ۲۵ نوامبر ۱۹۲۴ - درگذشته ۲۳ ژانویهٔ ۲۰۰۷) نقاش، استاد اهل ارمنستان بود.

## زندگی‌نامه
وی در ۲۵ نوامبر ۱۹۲۴ در ایروان به دنیا آمد و از انستیتو دولتی هنری و نمایشی ایروان (۱۹۵۰) فارغ‌التحصیل گشت. hy:Բորիս Իոգանսոն استاد وی بود.   وی همچنین برنده جوایزی همچون نقاش مردمی ارمنستان شوروی (۱۹۸۳) و نشان برجسته افتخار شد. وی در ۲۳ ژانویهٔ ۲۰۰۷ در سن ۸۲ سالگی در ایروان درگذشت.

## یادداشت
1. ↑  Մարիամ Պապյան, Արա Պապյան, Վահագն Պապյան, Հայկ Պապյան, Ղազարոս Պապյան

## نگارخانه

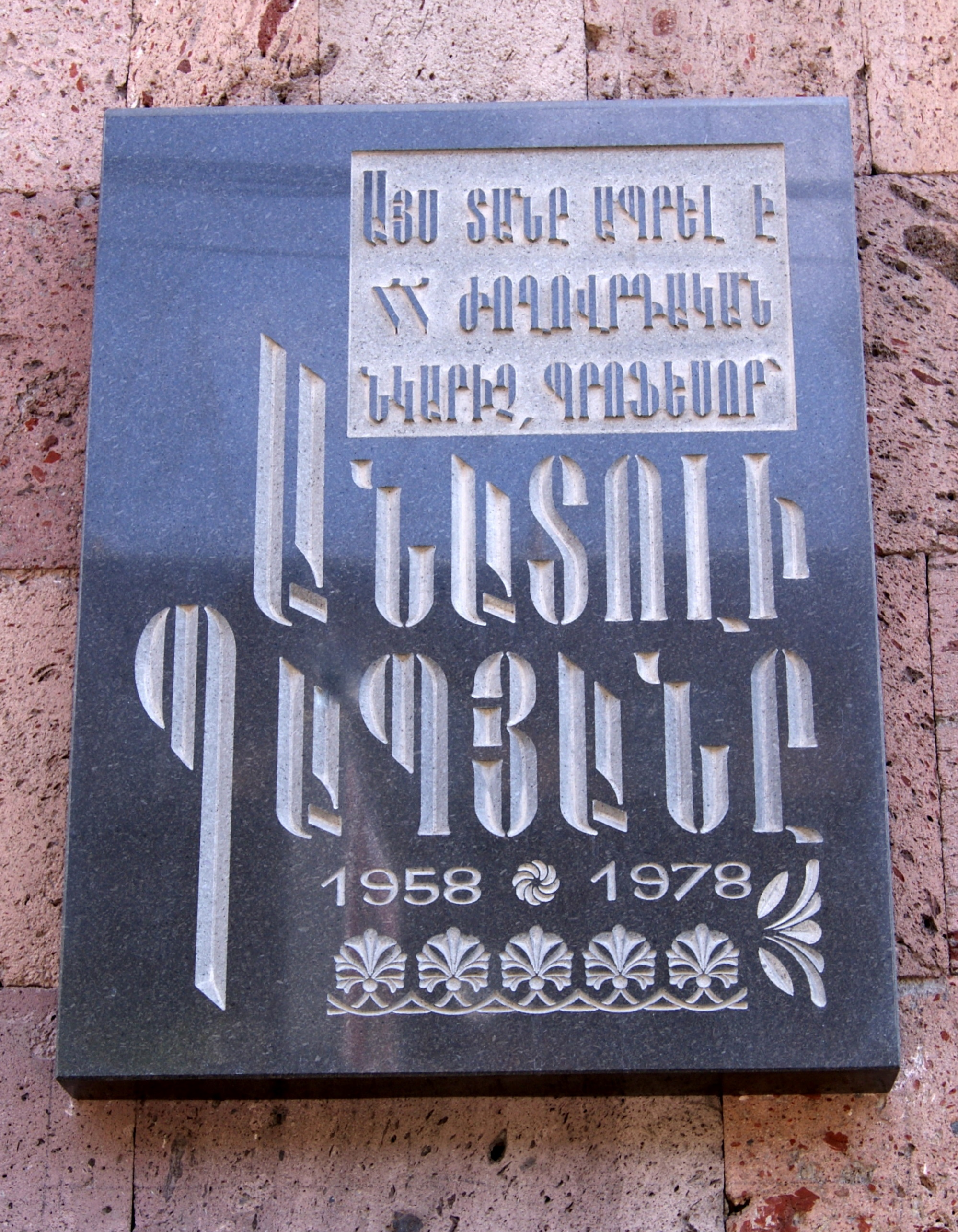
پلاک یادبود